# CR Vasco da Gama
Club de Regatas Vasco da Gama, röviden Vasco da Gama egy brazil sportegyesület, melyet 1898-ban evezős klubként hoztak létre Rio de Janeiróban. A labdarúgó szakosztály 1915-ben alakult. Azóta Brazília egyik legkedveltebb csapatává nőtte ki magát, ezt bizonyítja, hogy több mint 20 millió szurkolóval rendelkezik. A Carioca bajnokságban, valamint a Série A-ban szerepel. Elnevezésük a híres felfedező Vasco da Gama nevéből ered.

## Története
A 19. század végén Henrique Ferreira Monteiro, Luís Antônio Rodrigues, José Alexandre d'Avelar Rodrigues és Manuel Teixeira de Souza Júnior vetették fel először az evezős egyesület létrehozását, mivel a legközelebbi, Niterói Gragoatá Club túl távoli volt a felkészülések végett.
1898. augusztus 21-én 62 fiatal portugál bevándorló alapította az evezős egyesületet.

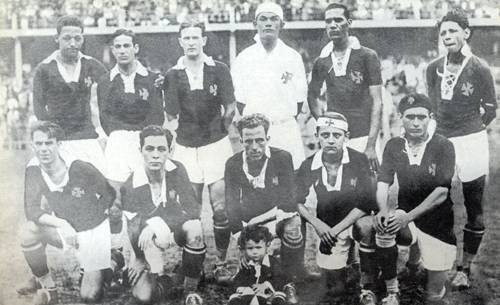
Az 1929-es Carioca bajnok

A labdarúgó csapatot a Lusitania Club-al egyesítették és alacsonyabb osztályú bajnokságokban szerepeltek egészen 1922-ig, amikor feljutottak a másodosztályba, ahonnan egy év elteltével már az első osztály küzdelmeiben vettek részt, ráadásul az első szezonjukban aranyérmet szereztek.
1947 és 1952 között számos trófeát nyertek. Ebből az időszakból ered a Expresso da Vitória (Győzelem Expressz) becenév.
A Carioca bajnokságban 1945, 1947, 1949, 1950, és 1952-ben végeztek az első helyen, a Libertadores kupa elődjét, a Bajnokcsapatok dél-amerikai bajnokságát 1948-ban abszolválták.
Pelé profi pályafutásának 1000-ik találatát a Vasco ellen szerezte 1969. november 19-én a Maracanã Stadionban.

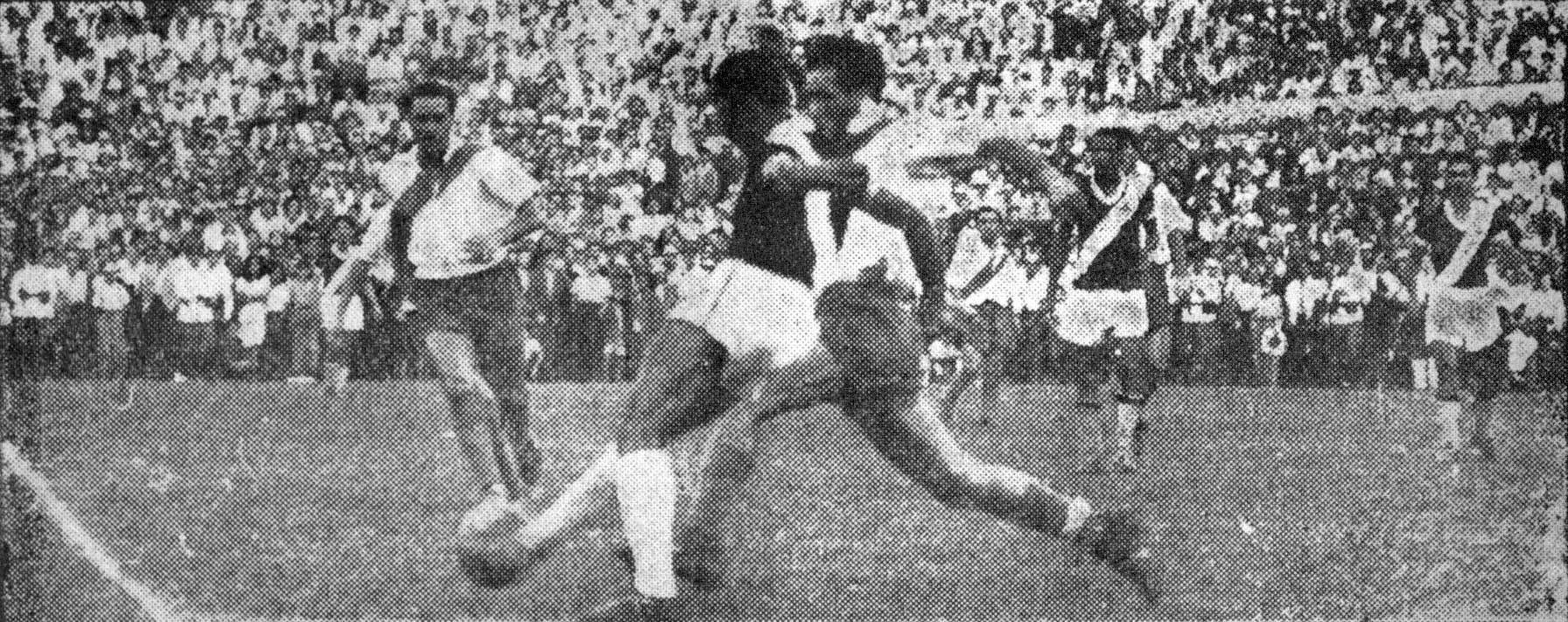
Bajnokcsapatok dél-amerikai bajnoksága, 1948. Az egyetlen alkalommal kiírt torna Vasco sikerrel ért véget. A River Plate elleni találkozón gól nélküli döntetlen született.

## Sikerlista

### Hazai
- 4-szeres bajnok: 1974, 1989, 1997, 2000
- 1-szeres Série B bajnok: 2009
- 1-szeres kupagyőztes:  2011

### Állami
- 24-szeres Carioca bajnok: 1923, 1924, 1929, 1934, 1936, 1945, 1947, 1949, 1950, 1952, 1956, 1958, 1970, 1977, 1982, 1987, 1988, 1992, 1993, 1994, 1998, 2003, 2015, 2016
- 3-szoros Torneio Rio-São Paulo győztes: 1958, 1966, 1999
- 12-szeres Taça Guanabara győztes:: 1965, 1976, 1977, 1986, 1987, 1990, 1992, 1994, 1998, 2000, 2003, 2016
- 9-szeres Taça Rio győztes: 1984, 1988, 1992, 1993, 1998, 1999, 2001, 2003, 2004
- 2-szeres Copa Rio győztes: 1992, 1993
- 10-szeres Torneio Início győztes: 1926, 1929, 1930, 1931, 1932, 1942, 1944, 1945, 1948, 1958
- 1-szeres Série B bajnok: 1922

### Nemzetközi
- 1-szeres Libertadores-kupa győztes: 1998
- 2-szeres Mercosur-kupa győztes: 2000
- 1-szeres Bajnokcsapatok dél-amerikai bajnoksága győztes: 1948

### Egyéb címek
- 1-szeres Copa Rio győztes: 1953
- 1-szeres Teresa Herrera-kupa győztes:  1957
- 3-szoros Ramón de Carranza-kupa győztes: 1987, 1988, 1989

## Játékoskeret
2015-től
| # |     | Poszt | Név              |
| - | --- | ----- | ---------------- |
|   | URU | K     | Martín Silva     |
|   | BRA | K     | Rafael Copetti   |
|   | BRA | K     | Jordi            |
|   | BRA | K     | Charles          |
|   | BRA | V     | Anderson Salles  |
|   | BRA | V     | Douglas Silva    |
|   | BRA | V     | Jomar            |
|   | BRA | V     | Luan             |
|   | BRA | V     | Rafael Vaz       |
|   | BRA | V     | Rodrigo          |
|   | BRA | V     | Aislan           |
|   | BRA | V     | Henrique         |
|   | BRA | V     | Lorran           |
|   | BRA | V     | Christianno      |
|   | BRA | V     | Erick Daltro     |
|   | BRA | V     | Nei              |
|   | BRA | V     | Madson           |
|   | COL | KP    | Santiago Montoya |
|   | ARG | KP    | Pablo Guiñazu    |

| # |     | Poszt | Név               |
| - | --- | ----- | ----------------- |
|   | BRA | KP    | Jhon Cley         |
|   | BRA | KP    | Bernardo          |
|   | BRA | KP    | Matheus Índio     |
|   | BRA | KP    | Jean Patrick      |
|   | BRA | KP    | Jonatas Paulista  |
|   | PAR | KP    | Julio dos Santos  |
|   | BRA | KP    | Lucas Siqueira    |
|   | BRA | KP    | Sandro Silva      |
|   | BRA | KP    | Victor Bolt       |
|   | BRA | KP    | Marcinho          |
|   | BRA | CS    | Rafael Silva      |
|   | BRA | CS    | Marquinhos do Sul |
|   | BRA | CS    | Romarinho         |
|   | BRA | CS    | Yago              |
|   | BRA | CS    | Dagoberto         |
|   | BRA | CS    | Gilberto          |
|   | BRA | CS    | Mosquito          |

## A klub híres játékosai
| - Acácio - Edgardo Andrada - Barbosa - Carlos Germano - Émerson Leão - Hélton - Jaguaré - Mazarópi - Abel Braga - Alfredo - Augusto - Bellini - Brilhante - Brito - Célio - Coronel - Dedé - Donato - Fágner - Fidélis - Fontana - Jorginho | - Mauro Galvão - Odvan - Ricardo Rocha - Alcir Portela - Argemiro - Bismarck - Carlos Alberto - Dirceu - Dunga - Juninho Paulista - Juninho Pernambucano - Luisinho - Sonny Anderson - Marcelinho Carioca - Rômulo - Tita - Válber - Zarzur - Ademir Menezes - Amarildo - Bebeto - Célio | - Chico - Edmundo - Euller - Evair - Friaça - Ipojucan - Jair - Jardel - Leônidas - Luizão - Maneca - Niginho - Pinga - Roberto Dinamite - Romário - Russinho - Sabará - Tostão - Vavá - Viola |

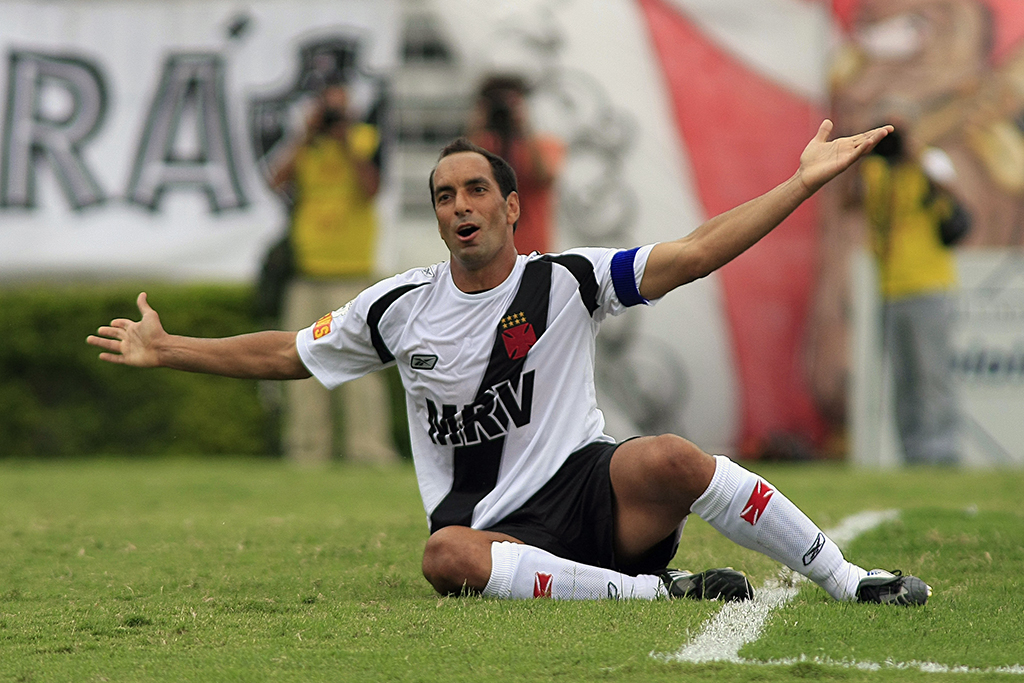
Edmundo 128 mérkőzésen szerepelt a Vascoban és 79-szer talált be az ellenfelek hálójába.
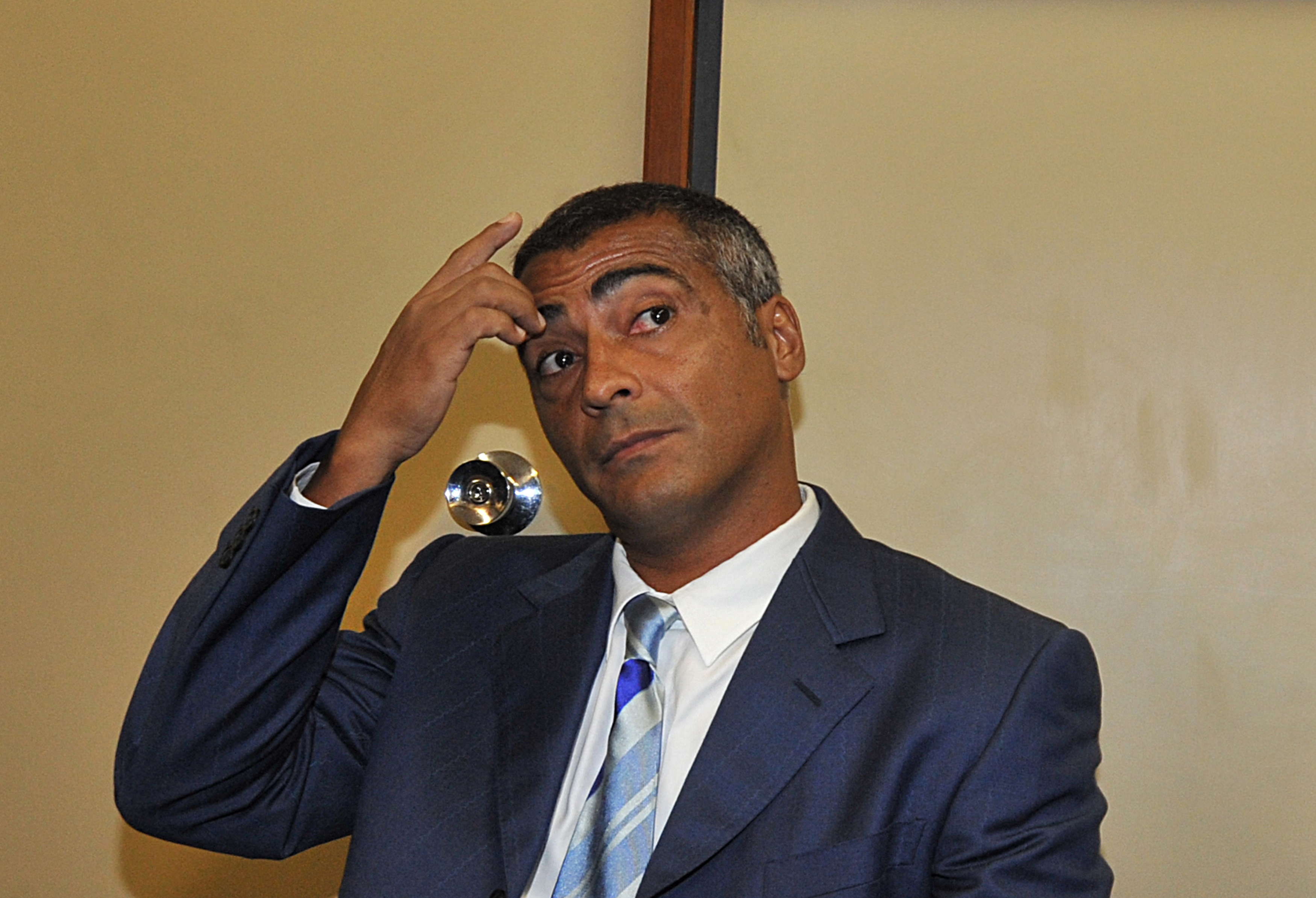
Romário, saját nevelésű világbajnok.
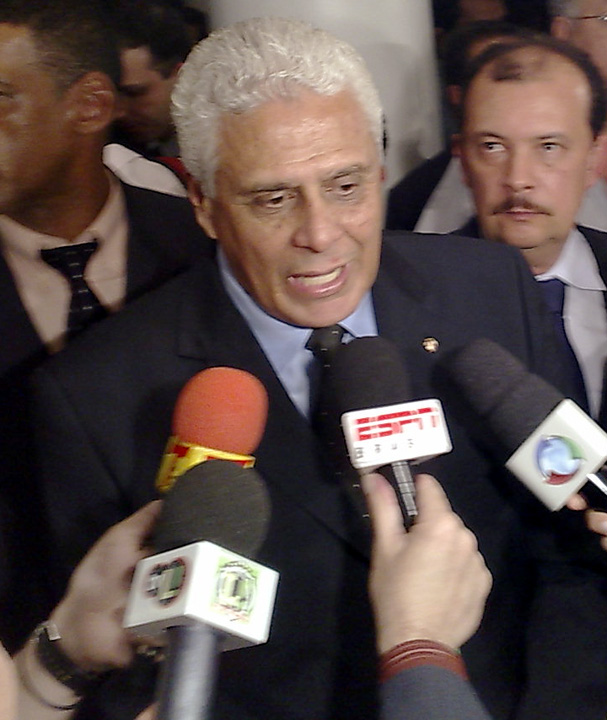
Roberto Dinamite 22 évig játékosként, 6 évig pedig a klub elnökeként tevékenykedett a klubnál.

## A klub híres edzői
| - Ramón Platero - Henry Welfare - Ondino Viera - Flávio Costa - Gentil Cardoso - Martim Francisco | - Gradim - Tim - Mário Travaglini - Orlando Fantoni - Antônio Lopes - Sebastião Lazaroni | - Nelsinho Rosa - Joel Santana - Jair Pereira - Oswaldo de Oliveira - Ricardo Gomes |

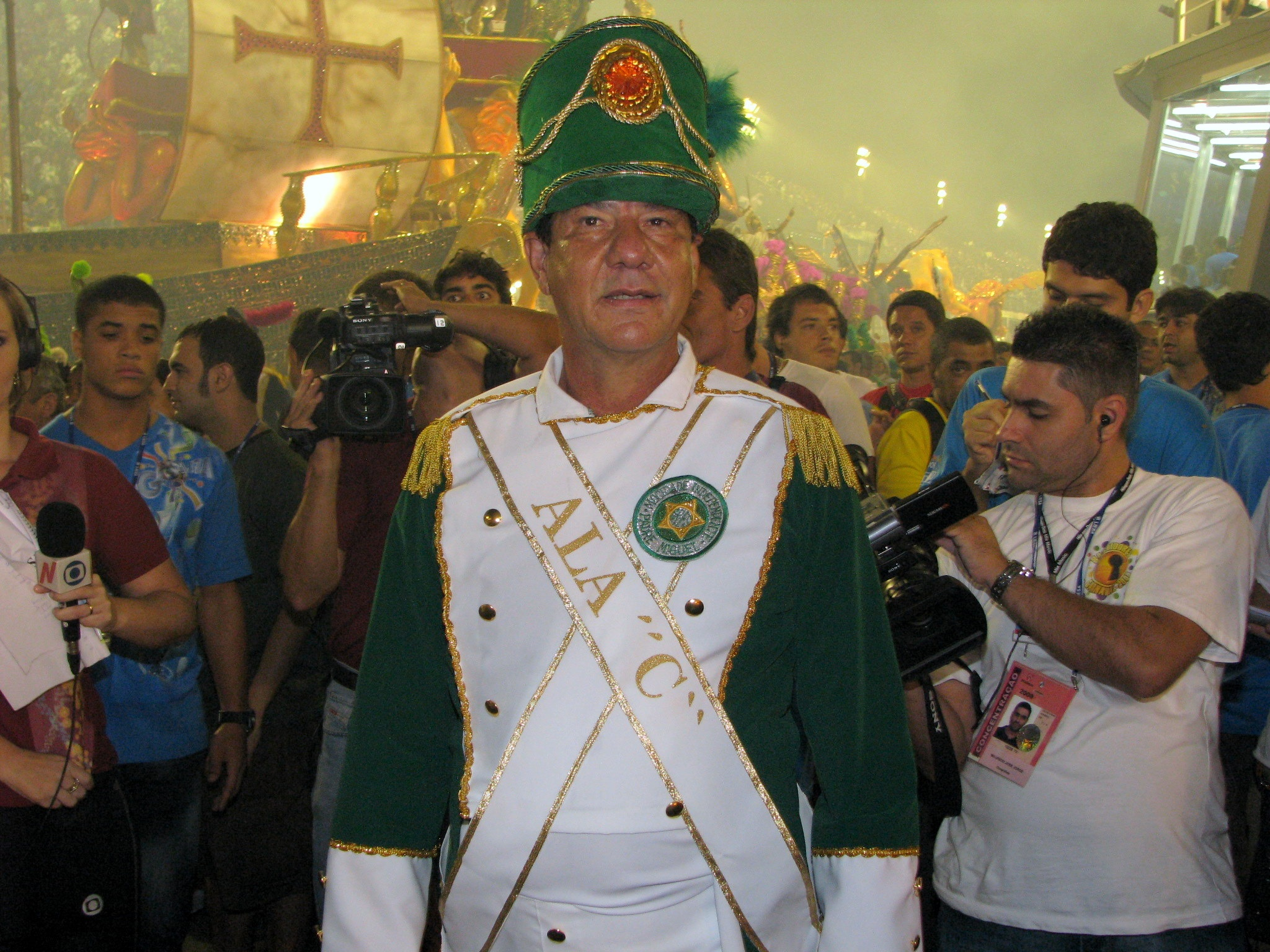
Joel Santana Négyszer is visszatért. Két állami és egy Série A győzelemmel segítette a Vasco-t.
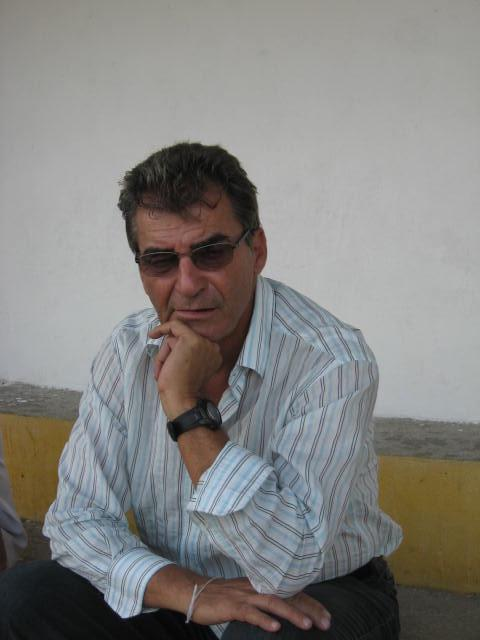
Jair Pereira 1994-ben állami bajnokságot nyert a csapattal.
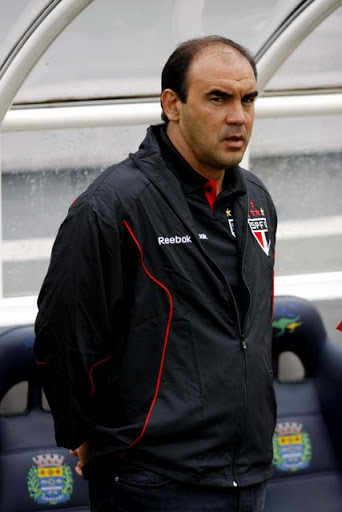
Ricardo Gomes-el a Copa do Brasil 2011-es sorozatát nyerték meg.